# Остеологија
Остеологија је анатомска целина чији предмет изучавања су кости (ossa).
Скелетни систем (systema skeletale) људског тела чини око две стотине костију.

По форми, кости могу бити подељена на:
1. дуге кости
2. кратке кости
3. пљоснате кости
4. неправилне кости

Код дугих костију једна димензија је већа у односу на остале две. Карактеристичне су за екстремитете (tibia, femur, ulna). Основни делови дугих костију су тело (corpus, diaphysis), два окрајка (extremitas, epiphysis) и метафиза (metaphysis). У делу метафизе су спојени крај и окрајак. Овај део кости расте у периоду раста.
Све три димензије кратких костију (ossa brevia) су сличних величина. Кратке кости се најчешће налазе у пределима ручја и ножја (ossa carpi et tarsi).
Код пљоснатих костију једна димензија је знатно мања од остале две. У пљоснате кости убрајају се кости лобањског свода, грудна кост, лопатица, ребра и карлична кост.
По свом облику, неправилне кости (ossa irregularia) не спадају ни у једну од наведених групација. У овој групи, на пример, могу бити набројани кичмени прљшенови, кости базе лобање и кости лица.